# Chengdu Wolong Valley International Golf Club
De Chengdu Wolong Valley International Golf Club is een golfclub op het vasteland van de Volksrepubliek China.
De baan is de vierde 18-holes golfbaan die Rick Jacobson in China ontwierp. De baan maakt deel uit van een ontwikkelingsgebied in Chengdu, de hoofdstad van de provincie Sichuan. Er zijn veel huizen en kantoren, een hotel en een winkelcentrum.
Sinds 2013 wordt hier een van de vier toernooien gehouden om te kwalificeren voor het China Open. Die toernooien bestaan uit 36 holes.